# Limite d'explosivité
 (juillet 2009).
Si vous disposez d'ouvrages ou d'articles de référence ou si vous connaissez des sites web de qualité traitant du thème abordé ici, merci de compléter l'article en donnant les références utiles à sa vérifiabilité et en les liant à la section « Notes et références ».

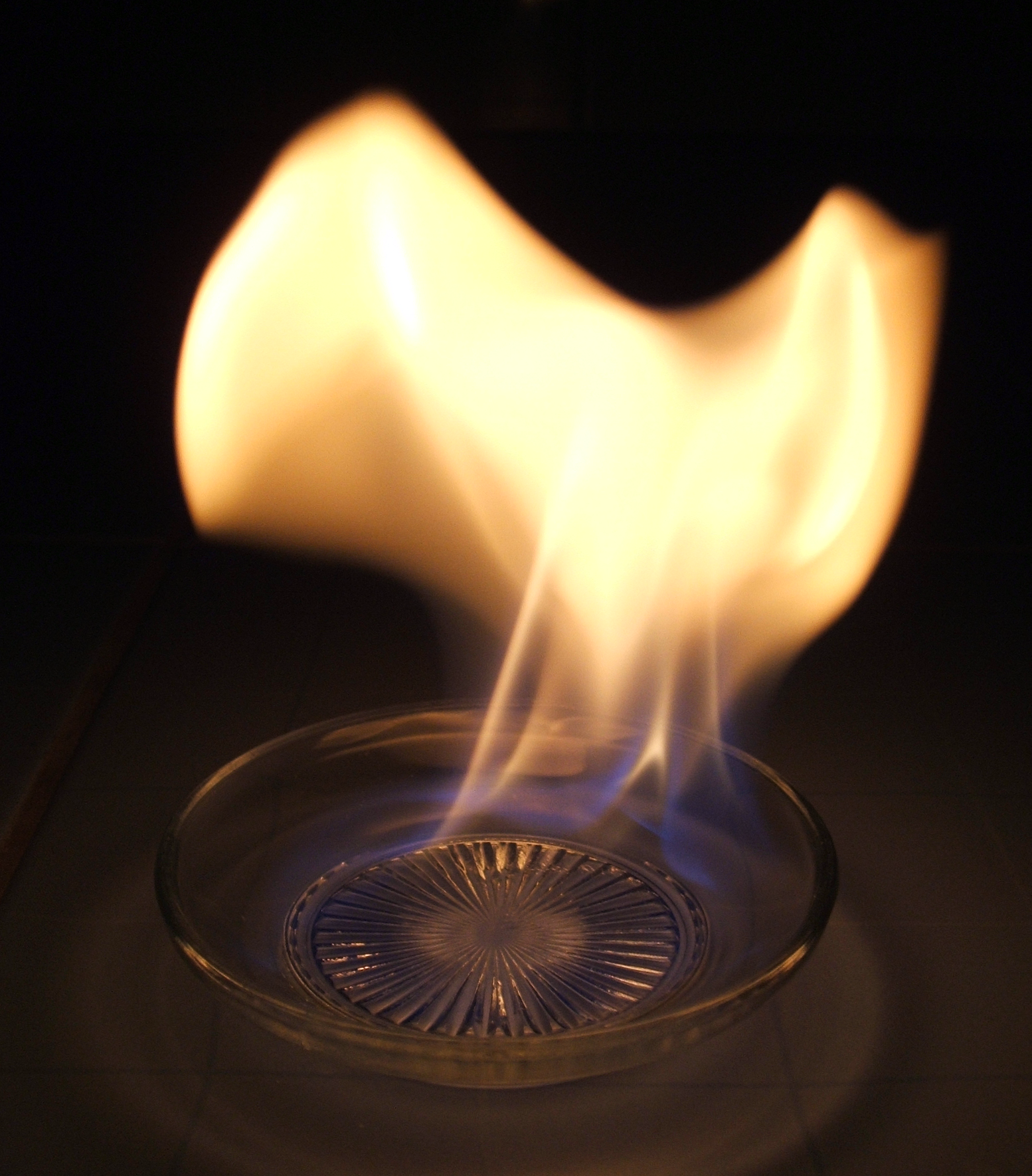
L'éthanol ne s'enflamme qu'à partir d'une certaine concentration.

Les limites d’explosivité ou limite d'inflammabilité d’un gaz ou d’une vapeur combustible sont les concentrations limites du gaz (dans l’air) qui permettent que celui-ci s’enflamme et éventuellement  explose.
L’intervalle d’explosivité est caractérisé par la limite inférieure d’explosivité (LIE) et la limite supérieure d’explosivité (LSE).
Sous la LIE le mélange est trop pauvre en combustible pour amorcer une réaction. Au-dessus de la LSE c’est le comburant qui manque.

## Prévention
Contrôler les concentrations de gaz et de vapeur hors des limites d’explosivité est une considération essentielle dans la sécurité civile. Les méthodes utilisées pour contrôler la concentration incluent l’emploi de gaz neutres comme l’azote ou l’argon pour diluer les gaz explosifs avant d'entrer en contact avec l’air. L’utilisation de résines absorbantes de gaz avant la décharge est également courante. Les gaz peuvent aussi être maintenus au-dessus de la limite supérieure mais une brèche dans le contenant peut alors rendre les conditions explosives.
Il existe une technologie qui consiste à utiliser un produit en grillage d'aluminium fin sous forme de cylindres remplissant l'enveloppe (bouteille de gaz, camion citerne GPL). Ces cylindres en grille d'aluminium abaissent fortement la LSE et désamorcent une explosion de manière passive en empêchant une augmentation rapide de la température et de la pression.

## Exemples
Les limites explosives de quelques gaz et vapeurs sont données ci-dessous. Les concentrations sont données en pourcentage du volume dans l’air,.
| Substance            | LIE (%) | LSE (%) |
| -------------------- | ------- | ------- |
| Acétone              | 3       | 13      |
| Acétylène            | 2,5     | 82      |
| Ammoniac             | 15,5    | 27      |
| Benzène              | 1,2     | 7,8     |
| Butane               | 1,8     | 8,4     |
| Éthanol              | 3       | 19      |
| Éthylbenzène         | 1,0     | 7,1     |
| Éthylène             | 2,7     | 36      |
| Diéthyléther         | 1,9     | 36      |
| Gazole               | 0,6     | 6,5     |
| Gaz de cokerie       | 4,4     | 39      |
| Gaz de haut fourneau | 33      | 71      |
| Gaz de convertisseur | 16      | 72      |

| Substance           | LIE (%) | LSE (%) |
| ------------------- | ------- | ------- |
| Heptane             | 1,05    | 6,7     |
| Hexane              | 1,1     | 7,5     |
| Hydrogène           | 4,1     | 74,8    |
| Kérosène            | 0,6     | 4,9     |
| Méthane             | 5,0     | 15      |
| Monoxyde de carbone | 12,5    | 74,2    |
| Octane              | 1       | 7       |
| Pentane             | 1,5     | 7,8     |
| Propane             | 2,1     | 9,5     |
| Propylène           | 2,0     | 11,1    |
| Styrène             | 1,1     | 6,1     |
| Sulfure d'hydrogène | 4,3     | 46      |
| Toluène             | 1,2     | 7,1     |
| White spirit        | 0,6     | 8       |
| Xylène              | 1,0     | 7,0     |